# Elezioni presidenziali in Portogallo del 1996
Le elezioni presidenziali in Portogallo del 1996 si tennero il 14 gennaio.

## Risultati
| Jorge Sampaio       | Partito Socialista         | 3 035 056 | 53,91 |  |  |  |  |  |
| Aníbal Cavaco Silva | Partito Social Democratico | 2 595 131 | 46,09 |  |  |  |  |  |
| Totale              | Totale                     | 5 630 187 | 100   |  |  |  |  |  |
|                     |                            |           |       |  |  |  |  |  |
| Schede bianche      | Schede bianche             | 63 463    | 1,10  |  |  |  |  |  |
| Schede nulle        | Schede nulle               | 69 328    | 1,20  |  |  |  |  |  |
| Votanti             | Votanti                    | 5 762 978 | 66,29 |  |  |  |  |  |
| Elettori            | Elettori                   | 8 693 636 |       |  |  |  |  |  |

| Jorge Sampaio       |  | 53,91% |
| Aníbal Cavaco Silva |  | 46,09% |